# Альпійська тундра внутрішніх районів Аляски та Юкону
Альпійська тундра внутрішніх районів Аляски та Юкону (англ. Interior Yukon-Alaska alpine tundra) — північноамериканський континентальний екорегіон тундри, що виділяється Світовим фондом дикої природи.

## Розташування та опис
Альпійська тундра внутрішніх районів Аляски та Юкону займає південь Центрального Юкону, схід Центральної Аляски і кілька ізольованих областей на Алясці.
Екорегіон розташовано між Аляскинським хребтом на півдні та хребтом Брукс на півночі.
Екорегіон покриває гори Кускоквім на заході, гори Рей на північ від Танани та гори Філіпа Сміта (південний відрог хребта Брукс), а також Білі гори, що проходять по дузі на північ і на схід від Фербенкса.
У сукупності ця фізико-географічна провінція відома як Юкон-Танана, геологічно террейн Юкон-Танана.
Долини між цими хребтами належать до екорегіону тайги рівнинних внутрішніх районів Аляски та Юкону з річкою Юкон на півночі та річкою Танана на півдні.
Середня висота становить 837 м, найвища — 2745 м.

## Клімат
Клімат екорегіону — тундри (класифікація кліматів Кеппена ET), у якому щонайменше один місяць має середню температуру, достатньо високу, щоб танув сніг (0 °C), але жодного місяця з середньою температура вище 10 °C.

Ця територія зазнає ефект дощової тіні, через Аляскинський хребтом з півдня, що перехоплює вологу з Аляскинської затоки.
Середня річна кількість опадів у Фербенксі становить 287 мм/рік; кількість опадів у горах може досягати 600 мм/рік.
Вічна мерзлота зустрічається на великих висотах і на півночі екорегіону.

## Флора і фауна
Найпоширенішими деревами є ялина біла (Picea glauca) і ялина чорна (Picea mariana).
Серед ссавців варто відзначити: карибу (Rangifer tarandus), бурого ведмедя (Ursus arctos), ведмедя барибала (Ursus americanus), барана Далля (Ovis dalli), лося (Alces alces), бобра (Castor canadensis), лисицю (Vulpes vulpes fulva), вовка (Canis lupus) і зайця.

## Заповідники
Понад 17 % екорегіону офіційно охороняються. За оцінками, близько 85 % екорегіону залишається незайманним.

До заповідних територій належать:
- Юкон — Чарлі-Ріверз[en]
- Державна зона відпочинку річки Чена[en]
- Національний заповідник Стіз[en]
- Національна зона відпочинку Білі гори[en]